# Dysphania flavidiscalis
Dysphania flavidiscalis là một loài bướm đêm trong họ Geometridae.